# 列·畢頓
列·畢頓（英語：Red Buttons，1919年2月5日—2006年7月13日）是一名美國電影演員及喜劇演員。曾憑《櫻花戀》（Sayonara）中的演出贏得第30屆奧斯卡金像獎最佳男配角獎。

## 生平
原名Aaron Chwatt，在紐約市出生，父母為猶太移民。16歲那年，受聘於一間布朗克斯酒吧當侍者。因他有一頭紅髮及制服鈕釦的關係，酒吧樂隊的領隊Charles "Dinty" Moore贈他花名Red Buttons（直譯為「紅鈕釦」），而他亦從此將這花名作藝名用。

## 演出作品
- 1957年：《櫻花戀》（Sayonara）
- 1962年：《碧血長天》（The Longest Day）
- 1969年：《攞命舞》（They Shoot Horses, Don't They?）
- 1972年：《海神號遇險記》（The Poseidon Adventure）

## 參注
1. 1 2  . BBC News. 2006-07-14  [2010-09-09]. （原始内容存档于2006-07-20）.
2. ↑  . . Keter Publishing House. 1971–1972.

## 外部連結
- 列·畢頓在互联网电影资料库（IMDb）上的資料（英文）
- TCM电影资料库上列·畢頓的资料（英文）
- 互聯網百老匯資料庫（IBDB）上列·畢頓的資料（英文）
- 在AllMovie上列·畢頓的頁面（英文）
- Actor Red Buttons dead at 87 （页面存档备份，存于）
- 在Find a Grave上的列·畢頓